# Majd Eddin Ghazal
Majd Eddin Ghazal (in arabo ماجد الدين طراد غزال الدين‎?; Damasco, 21 aprile 1987) è un altista siriano.

## Record nazionali
- Salto in alto:
  - 2,20 m ( Pechino, 2008), eguagliato
  - 2,28 m ( Kōbe, 2011)
  - 2,29 m ( Pechino, 2015)
  - 2,31 m ( Mungyeong, 2015)
  - 2,36 m ( Pechino, 2016)
- Salto in alto indoor:
  - 2,22 m ( Hanoi, 2009)
  - 2,24 m ( Hangzhou, 2012)
  - 2,26 m ( Istanbul, 2012)
  - 2,28 m ( Doha, 2016)

## Progressione

### Salto in alto
| Stagione | Risultato | Luogo        | Data       | Rank. Mond. |
| -------- | --------- | ------------ | ---------- | ----------- |
| 2017     | 2,32 m    | Parigi       | 1-7-2017   | 5º          |
| 2016     | 2,36 m    | Pechino      | 18-5-2016  | 6º          |
| 2015     | 2,31 m    | Mungyeong    | 5-10-2015  | 17º         |
| 2014     | 2,26 m    | Laodicea     | 23-9-2014  | 18º         |
| 2014     | 2,26 m    | Kangar       | 26-6-2014  | 18º         |
| 2013     | 2,23 m    | Damasco      | 16-4-2013  | 86º         |
| 2012     | 2,26 m    | Laodicea     | 11-9-2012  | 45º         |
| 2012     | 2,26 m    | Kanchanaburi | 11-5-2012  | 45º         |
| 2011     | 2,28 m    | Kōbe         | 9-7-2011   | 29º         |
| 2010     | 2,22 m    | Aleppo       | 16-10-2010 | 88º         |
| 2009     | 2,16 m    | Damasco      | 6-10-2009  | –           |
| 2008     | 2,20 m    | Pechino      | 17-8-2008  | 123º        |
| 2008     | 2,20 m    | Hrodna       | 8-7-2008   | 123º        |
| 2007     | 2,17 m    | Amman        | 21-5-2007  | –           |

## Palmarès
| Anno | Manifestazione             | Sede           | Evento        | Risultato      | Prestazione | Note                                     |
| ---- | -------------------------- | -------------- | ------------- | -------------- | ----------- | ---------------------------------------- |
| 2007 | Campionati asiatici        | Amman          | Salto in alto | 14º            | 2,10 m      |                                          |
| 2007 | Giochi panarabi            | Il Cairo       | Salto in alto | Bronzo         | 2,14 m      |                                          |
| 2008 | Campionati asiatici indoor | Doha           | Salto in alto | Argento        | 2,21 m      |                                          |
| 2008 | Giochi olimpici            | Pechino        | Salto in alto | Qualificazione | 2,20 m      | Record nazionale                         |
| 2009 | Giochi del Mediterraneo    | Pescara        | Salto in alto | 9º             | 2,15 m      |                                          |
| 2009 | Mondiali                   | Berlino        | Salto in alto | 28º (q)        | 2,15 m      |                                          |
| 2009 | Giochi asiatici indoor     | Hanoi          | Salto in alto | Argento        | 2,22 m      | Record nazionale                         |
| 2009 | Campionati asiatici        | Canton         | Salto in alto | 8º             | 2,10 m      |                                          |
| 2010 | Giochi asiatici            | Canton         | Salto in alto | Qualificazione | 2,10 m      |                                          |
| 2011 | Campionati asiatici        | Kōbe           | Salto in alto | Argento        | 2,28 m      | Record nazionale                         |
| 2011 | Mondiali                   | Taegu          | Salto in alto | Qualificazione | 2,21 m      |                                          |
| 2012 | Campionati asiatici indoor | Hangzhou       | Salto in alto | Bronzo         | 2,24 m      | Record nazionale                         |
| 2012 | Mondiali indoor            | Istanbul       | Salto in alto | Qualificazione | 2,26 m      | Record nazionale                         |
| 2012 | Giochi olimpici            | Londra         | Salto in alto | Qualificazione | 2,16 m      |                                          |
| 2013 | Giochi del Mediterraneo    | Mersin         | Salto in alto | 8º             | 2,18 m      |                                          |
| 2013 | Campionati asiatici        | Pune           | Salto in alto | 5º             | 2,21 m      |                                          |
| 2013 | Mondiali                   | Mosca          | Salto in alto | 21º (q)        | 2,22 m      | Miglior prestazione personale stagionale |
| 2014 | Campionati asiatici indoor | Hangzhou       | Salto in alto | Argento        | 2,20 m      |                                          |
| 2014 | Giochi asiatici            | Incheon        | Salto in alto | 6º             | 2,20 m      |                                          |
| 2015 | Campionati asiatici        | Wuhan          | Salto in alto | 8º             | 2,10 m      |                                          |
| 2015 | Mondiali                   | Pechino        | Salto in alto | 15º (q)        | 2,29 m      | Record nazionale                         |
| 2015 | Giochi militari            | Mungyeong      | Salto in alto | Oro            | 2,31 m      | Record nazionale                         |
| 2016 | Campionati asiatici indoor | Doha           | Salto in alto | Argento        | 2,28 m      |                                          |
| 2016 | Giochi olimpici            | Rio de Janeiro | Salto in alto | 7º             | 2,29 m      |                                          |
| 2017 | Campionati asiatici        | Bhubaneswar    | Salto in alto | Bronzo         | 2,24 m      |                                          |
| 2017 | Mondiali                   | Londra         | Salto in alto | Bronzo         | 2,29 m      |                                          |
| 2018 | Giochi del Mediterraneo    | Tarragona      | Salto in alto | Oro            | 2,28 m      |                                          |
| 2018 | Giochi asiatici            | Giacarta       | Salto in alto | Bronzo         | 2,24 m      |                                          |
| 2019 | Campionati asiatici        | Doha           | Salto in alto | Oro            | 2,31 m      |                                          |
| 2019 | Mondiali                   | Doha           | Salto in alto | 25º (q)        | 2,17 m      |                                          |
| 2021 | Giochi olimpici            | Tokyo          | Salto in alto | 19º (q)        | 2,21 m      |                                          |
| 2022 | Giochi del Mediterraneo    | Orano          | Salto in alto | Argento        | 2,22 m      |                                          |
| 2022 | Mondiali                   | Eugene         | Salto in alto | dns            | dns         |                                          |
| 2023 | Campionati asiatici indoor | Astana         | Salto in alto | Bronzo         | 2,24 m      |                                          |
| 2023 | Giochi asiatici            | Hangzhou       | Salto in alto | 6º             | 2,19 m      |                                          |

## Altre competizioni internazionali
2013
- Argento ai Giochi della solidarietà islamica ( Palembang), salto in alto - 2,20 m

2017
- Oro ai Giochi della solidarietà islamica ( Baku), salto in alto - 2,28 m